# Acalolepta griseoplagiatoides
Acalolepta griseoplagiatoides es una especie de escarabajo longicornio del género Acalolepta, tribu Monochamini, subfamilia Lamiinae. Fue descrita científicamente por Breuning en 1968.
Se distribuye por India. Mide aproximadamente 18-23 milímetros de longitud. El período de vuelo de esta especie ocurre en el mes de noviembre.